# Shout (chanson de Tears for Fears)
Pour les articles homonymes, voir Shout.
Singles de Tears for Fears
Mothers Talk
(1984) Everybody Wants to Rule the World
(1985)
Clip vidéo
(en) [vidéo] « "Shout" », sur YouTube
Shout est une chanson du groupe Tears for Fears, parue en single le 23 novembre 1984 au Royaume-Uni. Huitième single du groupe et second extrait de l'album Songs from the Big Chair, Shout rencontre un énorme succès, se classant à la 4e place du UK Singles Chart en janvier 1985 et parvient à atteindre la première place du Billboard Hot 100 aux États-Unis quelques mois plus tard. Au niveau international, cette chanson devient l'un des plus grands hits de l'année 1985, atteignant le Top 5, voire la première place, dans de nombreux pays.

## Écriture et enregistrement
Quand Roland Orzabal écrit Shout pour la première fois, il s'agit d'un simple refrain,. Il a alors l'idée d'une chanson similaire à Give Peace a Chance de John Lennon et Yoko Ono et imagine un refrain chanté par de nombreuses personnes et se répétant sans cesse. Pour la partie musicale, il s'inspire du pont et du rythme de Listening Wind de Talking Heads (présent sur l'album Remain in Light) pour composer le rythme de base du titre.
Le producteur Chris Hughes se rend un lundi matin au studio d'enregistrement du claviériste Ian Stanley, qui rentre à son tour dans le studio et lui dit : « Je suis allé chez Roland ce week-end et il m'a fait écouter une petite démo avec une boîte à rythmes et un petit synthétiseur. Je ne pense pas qu'il ait déjà enregistré une démo, mais tu dois le faire venir pour qu'il puisse te la faire écouter. » Lorsque Roland Orzabal arrive au studio, Chris Hughes lui demande de lui faire écouter sa nouvelle chanson. Après avoir préparé un synthétiseur et une boîte à rythmes, il appuie sur un bouton de la boîte à rythmes, la programme, appuie sur une touche et commence à chanter « Shout. Shout. Let it all out. »
Chris est stupéfait et déclare : « Les gars, nous devons arrêter ce que nous sommes en train de faire et enregistrer cela maintenant. » À partir de là, toute l'équipe ne se concentre plus que sur cette chanson. Chris et Ian demandent tous les deux à Roland de rajouter un couplet à sa chanson,. Pendant que Roland Orzabal et Curt Smith partent tourner le clip de Mothers Talk, Chris et Ian s'occupent de la piste d'accompagnement de Shout. La chanson est enregistrée en environ quatre mois et mixée en quatre jours.

## Composition
Shout est une chanson de new wave et de synthpop, construite sur trois accords et deux strophes. Elle possède une tonalité en si♭ majeur et un tempo de 96 battements par minute. Accompagnée de percussions, la chanson va musicalement devenir de plus en plus riche au fur et à mesure qu'elle progresse. Cependant, les structures mélodiques restent simples tout au long du morceau, même lors des solos. The Big Chair, la face B de Shout, contient des échantillons de dialogues de la mini-série Sybil, ainsi que des effets de bande magnétique.

## Succès commercial
Shout sort d'abord en single au Royaume-Uni le 23 novembre 1984. Il se classe au départ à la 45e place du classement singles britannique le 8 décembre 1984, puis parvient à se classer dans le top 10 quatre semaines plus tard. Le single atteint finalement la 4e place du classement le 26 janvier 1985 et reste un total de 20 semaines dans le classement. Shout connaît un franc succès dans le reste de l'Europe, où il atteint la première place des hit-parades allemands, belges, néerlandais et suisses,,,. Il atteint la même place en Australie et Nouvelle-Zélande,. Le single est aussi classé no 1 au Canada en mars 1985. Shout se vent à plus de 100 000 exemplaires dans le pays et est certifié disque de platine en avril de cette même année,.
Aux États-Unis, le single se classe d'abord à la 66e place du Billboard Hot 100 le 15 juin 1985. Il est classé 14e au bout de cinq semaines dans le classement puis entre dans le top 10 la semaine suivante. Shout atteint la 1re place du Billboard Hot 100 le 3 août 1985, devenant ainsi le second single de Tears for Fears à atteindre cette place dans le classement, après Everybody Wants to Rule the World. Au cours de l'année 1985, il est aussi le 8e single consécutif d'un artiste étranger à être classé no 1 aux États-Unis. Shout reste trois semaines consécutives à la première place avant d'être remplacé par The Power of Love de Huey Lewis and the News.
En France, où il s'est classé durant vingt-trois semaines consécutives au Top 50 (du 4 mai au 5 octobre 1985) et en se atteignant la 21e place, le single s'est vendu à plus de 150 000 exemplaires.

## Clip
Le clip de la chanson est dirigé et produit par Nigel Dick,. Il est en partie tourné à l'arche de Durdle Door, dans le comté du Dorset, situé dans le Sud de l'Angleterre, mais aussi à Londres,. Il est l'un des tout premiers clips musicaux à être tourné en Letterbox. Le clip se déroule principalement sur une falaise isolée. Sa fin s'inspire de Hey Jude des Beatles. Le groupe se retrouve dans un studio où il se met à chanter avec des mères et leurs enfants.
Robert Jamieson de PopMatters trouve que le clip de Shout « est un condensé de clichés des années 1980 -- jouer un solo de guitare sur le haut d'une montagne, marcher sur une plage, et le plus curieux, se produire sur scène dans un studio avec tout un groupe de personnes et d'enfants autour d'eux, en tapant des mains et en chantant de façon désynchronisée. Le sérieux des Fears en est presque accablant. » David Medsker du même site note un contraste entre le groupe qui passe son temps à « évacuer sa colère » et le paysage, puisqu'il est « difficile pour le spectateur de ressentir quelque chose qui ressemble à de la frustration lorsque le paysage est à couper le souffle ». Il souligne aussi la synchronisation labiale exagérée de Roland Orzabal, mais pense qu'il est excusable du fait qu'il s'agit de sa première véritable apparition dans un clip. Dans le Winnipeg Free Press, Keith Thomas écrit : « Le manque de créativité de ce clip est compensé par sa beauté. Regardez au moins les premiers plans du littoral et criez. »

## Postérité
Shout apparaît également dans les jeux vidéo DJ Hero (2009) et Rock Band Blitz (en) (2012). La version originale de Shout est entendue dans le premier épisode de la seconde saison de Psych : Enquêteur malgré lui. Il y est interprété par James Roday et Dulé Hill dans une scène parodiant American Idol.

## Classements et certifications
| Classement (1985)                      | Meilleure position |
| -------------------------------------- | ------------------ |
| Afrique du Sud (Springbok Radio)       | 2                  |
| Allemagne (Media Control AG)           | 1                  |
| Australie (Kent Music Report)          | 1                  |
| Autriche (Ö3 Austria Top 40)           | 6                  |
| Belgique (Flandre Ultratop 50 Singles) | 1                  |
| Canada (Top Singles)                   | 1                  |
| États-Unis (12 Inch Singles Sales)     | 1                  |
| États-Unis (Billboard Hot 100)         | 1                  |
| États-Unis (Cash Box)                  | 1                  |
| États-Unis (Club Play)                 | 1                  |
| États-Unis (Hot Black Singles)         | 56                 |
| États-Unis (Top Rock Tracks)           | 6                  |
| Europe (European Hot 100 Singles)      | 6                  |
| France (SNEP)                          | 21                 |
| Irlande (IRMA)                         | 5                  |
| Italie (Musica e Dischi)               | 2                  |
| Norvège (VG-lista)                     | 5                  |
| Nouvelle-Zélande (RMNZ)                | 1                  |
| Pays-Bas (Nederlandse Top 40)          | 1                  |
| Pays-Bas (Single Top 100)              | 1                  |
| Royaume-Uni (UK Singles Chart)         | 4                  |
| Suède (Sverigetopplistan)              | 16                 |
| Suisse (Schweizer Hitparade)           | 1                  |

| Classement (1985)                               | Position |
| ----------------------------------------------- | -------- |
| Afrique du Sud (Springbok Radio)                | 16       |
| Australie (Kent Music Report)                   | 14       |
| Belgique (Flandre Ultratop 50)                  | 14       |
| Canada (RPM)                                    | 8        |
| États-Unis (Billboard Hot 100)                  | 21       |
| États-Unis (Cash Box)                           | 13       |
| États-Unis (Top Dance Club Play Singles/Albums) | 32       |
| États-Unis (Top Dance Sales Singles/Albums)     | 7        |
| Nouvelle-Zélande (RIANZ)                        | 7        |
| Pays-Bas (Nederlandse Top 40)                   | 10       |
| Pays-Bas (Single Top 100)                       | 6        |
| Suisse (Schweizer Hitparade)                    | 13       |

| Pays                         | Certification | Ventes certifiées |
| ---------------------------- | ------------- | ----------------- |
| Canada (CRIA)                | Platine       | 100 000           |
| États-Unis (RIAA) (Digital)  | Or            | 500 000           |
| États-Unis (RIAA) (Physique) | Or            | 500 000           |
| Royaume-Uni (BPI)            | Argent        | 250 000           |

## Reprise de Disturbed
En 2000, le groupe de heavy metal américain Disturbed reprend la chanson sous le nom Shout 2000. Elle apparaît sur The Sickness, le premier album du groupe. En comparaison avec la version originale, Shout 2000 possède une atmosphère plus « sombre et pesante » et se rattache au nu metal. Un passage de la chanson fait référence à Ice Ice Baby de Vanilla Ice.
La reprise est qualifiée d'« excellente » par les webzines Loudwire et VS-Webzine, tandis que le site Krinein la trouve « plus que réussie ». Pour Franny Zupancic du Westfield Voice, Shout 2000 était une « version modernisée » de la chanson lors de sa parution dans les années 2000. Chad Childers de Loudwire pense que les « qualités anthémiques » de la version originale demeurent « intactes » grâce au chant de David Draiman.

## Autres reprises
Shout fut reprise par le groupe Placebo. Il s'agit du cinquième single, sorti le 7 septembre 2022, issu de leur huitième album Never Let Me Go. Brian Molko confiera au magazine Kerrang! que la motivation pour cette reprise fut d'offrir à son fils et « ses contemporains  un hymne de protestation ».
En voyant la génération de mon fils se politiser et le monde continuer à s'écrouler autour de nous, j'ai voulu lui offrir, ainsi qu'à ses contemporains, un hymne de protestation, puisqu'il apparaît que ce sont surtout eux qui ont encore la capacité de nous sauver de nous-mêmes. (Brian Molko)